# ハリス・ハルン
ハリス・ハルン（Hariss Harun、1990年11月19日 - ）は、シンガポールのサッカー選手。シンガポール代表。現在、マレーシア・スーパーリーグのジョホール・ダルル・タクジムFCに所属している。ポジションはセントラルミッドフィールダーあるいはセンターバック。

## 概要
16歳と217日で同国代表デビューを果たした、最年少記録を現在持っている選手である。非常に多芸な選手であり、元々のセントラルミッドフィールダー以外にセンターバックやライトバック、攻撃的ミッドフィールダー等もこなす事が出来る。その能力の高さからヤング・ライオンズでは主将、シンガポール・ライオンズXIIや代表では副主将を任せられた実績も持ち合わせている。

## クラブ歴

### ヤング・ライオンズ
2007年にヤング・ライオンズでプロデビュー。この時Sリーグ最年少選手であり、16歳3ヶ月18日であった。シンガポールサッカー協会は彼に対して18歳以上の選手で無いと出場できない法の適用外とする事を許可し、この若さでプロとして活躍するようになった。
2007年8月、ナイキの「次に来る者」のコンテストのシンガポール部門の優勝選手となり、FCバルセロナの下部組織、ラ・マシアでのトレーニング機会を獲得した。この一週間のトレーニングでは他に13人の選手がアジア太平洋地域から集い、その中にはアジアの強豪国である日本や大韓民国の選手も居た。FCバルセロナユースとの対戦では3回キャプテンマークを巻いた。トレーナー陣からの印象も強く、このトレーニングでのMVPを受賞した。
2008年は彼にとっては辛い年であった。5月26日のスーパーレッズ戦でw:Oh Ddog Yiが右膝に落下してきた為に靭帯を断裂し、一年の離脱を余儀なくされた。これによって、2010 FIFAワールドカップ・アジア予選、2008 AFFスズキカップへの出場も果たせなかった。
シンガポールサッカー協会と代表監督のラドイコ・アヴラモヴィッチの助けを経て、2010年7月には中国サッカー・スーパーリーグの上海緑地申花足球倶楽部の10日間のトライアルに参加したものの、同チームからのオファーは無かった。
同年11月11日の2010年アジア競技大会のインドU-23代表戦で右膝を骨折した。これによって6週間の離脱を余儀無くされ、以降の同大会への出場も無かった。
怪我に悩んだ期間も多かったものの、2010年にはSリーグ年間若手最優秀選手となっている。

### シンガポール・ライオンズXII

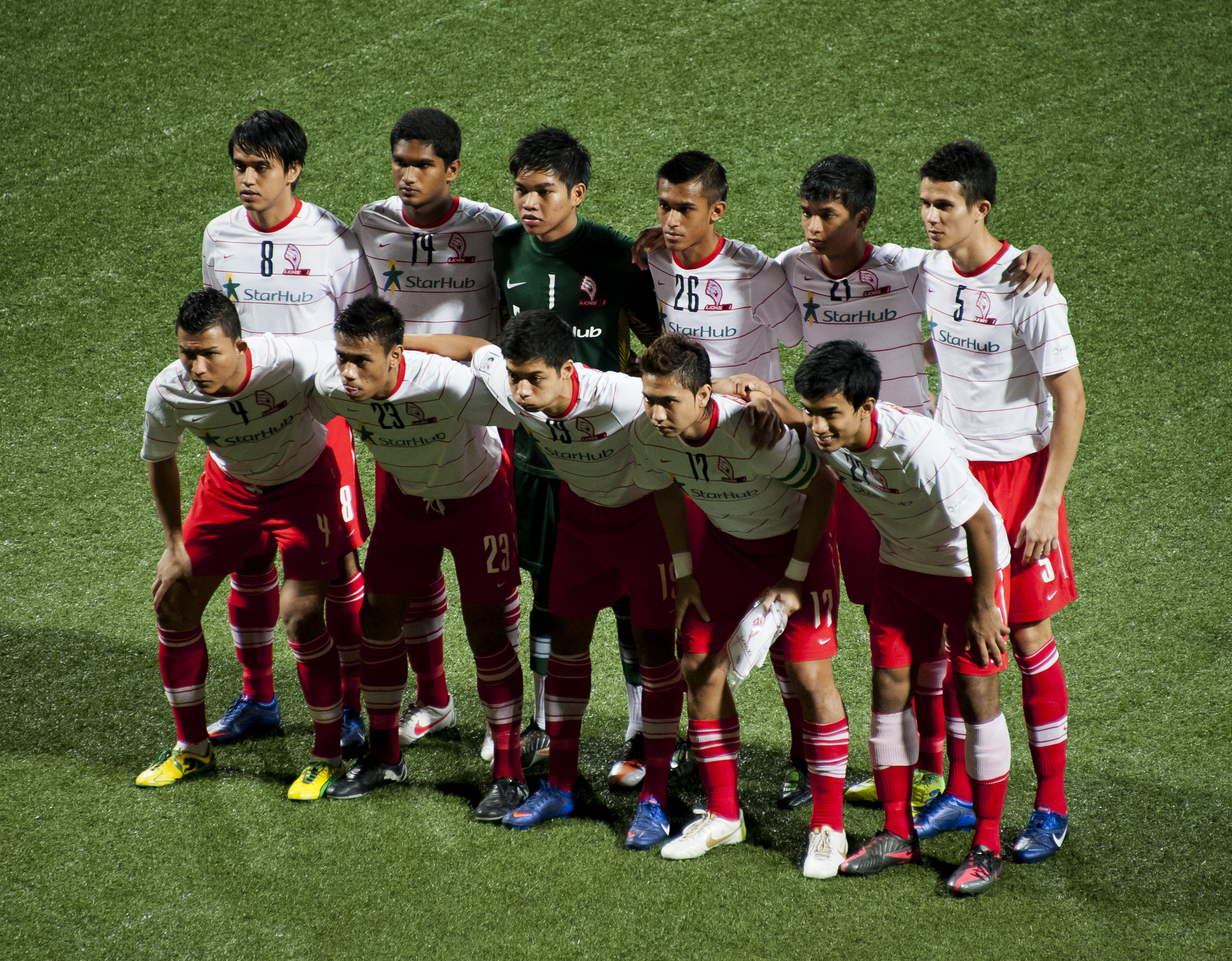
2012年1月17日のクアラルンプールFA戦でスターティングメンバーとなっているハリス

2011年12月、新たに結成されるシンガポール・ライオンズXIIの初期メンバーに選出された。2012年1月に行われたケランタンFA戦で同チーム及びマレーシア・スーパーリーグデビュー。1月21日のサバFA戦の19分に初得点を達成した。更に6月16日のサバFA戦ではハットトリックを達成、同チームは9-0の大勝をした。この試合ではアグー・カスミルが19分に得点してから3分後にボレーシュートで1点目、41分に2点目を決めている。後半に入って73分にはシャイフル・エサーのアシストから得点し、ハットトリックとなった。初年度のシーズンを準優勝で終えたシンガポール・ライオンズXIIであるが、その中で彼は34試合5得点の活躍を挙げた。
2013シーズンの初めは出場機会が無かった。と云うのも、2012 AFFスズキカップのインドネシア代表戦で右の腓骨を骨折したためである。2月16日のパハンFA戦で20分から途中出場し復帰、この試合は3-0で勝利した。このシーズンで初得点となったのは3日後に行われたジョホール・ダルル・タクジムFC戦で、この試合は2-2の引き分けとなった。同年リーグ制覇したシンガポール・ライオンズXIIにとって彼はチームの中心と云える程の重要性を保った。
2013年7月、ポルトガルのプリメイラ・リーガに所属するリオ・アヴェFCからのオファーが来、富豪の林栄福や代理人のジョルジュ・メンデスらの支援もあったにも関わらず、兵役や給与の問題から拒否した。ジョルジュについては彼がヨーロッパで活躍できるように複数のクラブと長く交渉をしていた。もしここで移籍を果たしていたならば、ファンディ・アマド、ヴァラダラジュ・スンドラムールシーに次いで三人目となるヨーロッパのクラブに所属したシンガポール人選手となっていた。

### ジョホール・ダルル・タクジムFC
ポルトガル行きの切符を拒否した彼は、月2万米ドルを超える二年契約でジョホール・ダルル・タクジムFCに移籍した。2014年2月11日にはピアラFAマレーシアでケダFAから初得点を挙げた。4日後にはスーパーリーグで同チーム移籍後初得点をセランゴールFAから挙げた。マレーシアの強豪での初年度では、同チームの優勝に大きく貢献した。2015年10月31日には同チームがリーグを連覇、この年も大きな役割を果たした。また、AFCカップ2015の決勝戦ではタジキスタンのイスティクロル・ドゥシャンベを下し、同杯も優勝を果たした。11月9日には契約を更新し、月給3万米ドルで2年契約となり、シンガポールサッカー史上最大額での契約となった。

## 代表歴

### ユース
シンガポール国立フットボールアカデミーの全ての年代で代表出場経験がある。また、U-23代表として東南アジア競技大会では2007年、2009年、2013年に三回銅メダルを獲得している。

### A代表
当時のラドイコ・アヴラモヴィッチ監督によって2007年6月24日の韓国代表との親善試合で代表初出場。スターティングメンバーではなく、70分に交代出場しての初出場であった。16歳217日で初出場を果たした彼は、ファンディ・アマドが持っていた17歳3ヶ月23日での最年少代表出場記録を塗り替えた。2012年のザ・ニュー・ペーパー誌のインタビューでアヴラモヴィッチ監督は彼について「格別の選手」と評している。
2012 AFFスズキカップの際にはインドネシア代表とのグループステージ戦で脛を骨折した。因みに2008年、2010年の同大会も同じく負傷で出場出来ていない。
代表初得点となったのは2013年6月7日のラオス代表との親善試合であり、この時の27分に得点した。
ズルファミ・アリフィンと共に後継のベルンド・シュタンゲ監督には将来のシンガポールの中盤を担う選手として期待されている。ドイツ人のシュタンゲは彼について、ブンデスリーガのようなハイレベルなリーグ、あるいはヨーロッパのトップチームで貢献する能力がある選手と評している。
2010年7月24日には、バーンリーFCと戦うシンガポール・セレクションXIに選出された。キャプテンマークを巻いた彼に率いられた同チームは、1-0の勝利を挙げた。2015年6月16日の2018 FIFAワールドカップ・アジア2次予選、日本代表戦では代表では初めてキャプテンマークを巻いた。この試合は0-0の引き分けに終わり、大番狂わせとして世間を騒がせた。

## 個人
聖ジョセフ小学校、聖ガブリエル中学校で教育を受けた。その後南洋理工学院でスポーツ及び健康マネジメントの学位を取得した。
物流会社の社員の父とパートの母の下に生まれた。サッカーは父に教えてもらったという。6歳で興味を持ったサッカーを始めた事を父と叔父が褒めてくれたとも述べている。
結婚については、2年以上の交際を経て、2013年2月に婚約した。そして2014年3月9日に結婚し、シンガポール・ライオンズXIIの本拠地であるジャラン・ベサール・スタジアムの向かいにある式場で式を挙げた。

## 個人成績

### クラブ
2014年5月21日現在 
| 国内大会個人成績 | 国内大会個人成績 | 国内大会個人成績 | 国内大会個人成績 | 国内大会個人成績 | 国内大会個人成績 | 国内大会個人成績 | 国内大会個人成績 | 国内大会個人成績 | 国内大会個人成績 | 国内大会個人成績 | 国内大会個人成績 |
| 年度             | クラブ           | 背番号           | リーグ           | リーグ戦         | リーグ戦         | リーグ杯         | リーグ杯         | オープン杯       | オープン杯       | 期間通算         | 期間通算         |
| 年度             | クラブ           | 背番号           | リーグ           | 出場             | 得点             | 出場             | 得点             | 出場             | 得点             | 出場             | 得点             |
| シンガポール     | シンガポール     | シンガポール     | シンガポール     | リーグ戦         | リーグ戦         | リーグ杯         | リーグ杯         | シンガポール杯   | シンガポール杯   | 期間通算         | 期間通算         |
| ---------------- | ---------------- | ---------------- | ---------------- | ---------------- | ---------------- | ---------------- | ---------------- | ---------------- | ---------------- | ---------------- | ---------------- |
| 2007             | Yライオンズ      |                  | Sリーグ          | 32               | 4                |                  |                  |                  |                  | 32               | 4                |
| 2008             | Yライオンズ      |                  | Sリーグ          | 13               | 3                |                  |                  |                  |                  | 13               | 3                |
| 2009             | Yライオンズ      |                  | Sリーグ          | 19               | 0                | 1                | 0                | 0                | 0                | 20               | 0                |
| 2010             | Yライオンズ      |                  | Sリーグ          | 30               | 2                | 0                | 0                | 4                | 0                | 34               | 2                |
| 2011             | Yライオンズ      |                  | Sリーグ          | 22               | 3                | -                | -                | -                | -                | 22               | 3                |
| マレーシア       | マレーシア       | マレーシア       | マレーシア       | リーグ戦         | リーグ戦         | マレーシア杯     | マレーシア杯     | FA杯             | FA杯             | 期間通算         | 期間通算         |
| 2012             | ライオンズXII    |                  | スーパー         | 22               | 5                | 10               | 0                | 2                | 0                | 34               | 5                |
| 2013             | ライオンズXII    |                  | スーパー         | 16               | 2                | 8                | 2                | 0                | 0                | 24               | 4                |
| 2014             | JDT FC           | 14               | スーパー         | 15               | 1                | 0                | 0                | 3                | 1                | 18               | 2                |
| 通算             | シンガポール     | シンガポール     | Sリーグ          | 116              | 12               | 1                | 0                | 4                | 0                | 121              | 12               |
| 通算             | マレーシア       | マレーシア       | スーパー         | 53               | 8                | 18               | 2                | 5                | 1                | 76               | 11               |

### 代表
U23代表での得点一覧
| No | 日附           | 場所                               | 対戦相手   | 得点 | 結果 | 大会                          |
| -- | -------------- | ---------------------------------- | ---------- | ---- | ---- | ----------------------------- |
| 1  | 2009年12月7日  | ビエンチャン・アヌウォンスタジアム | ミャンマー | 0–1  | 1–2  | 2009 東南アジアサッカー選手権 |
| 2  | 2013年12月13日 | ネピドー・ザヤイタヒリ・スタジアム | ブルネイ   | 0–1  | 0–2  | 2013 東南アジアサッカー選手権 |
| 3  | 2013年12月21日 | ネピドー・ザヤイタヒリ・スタジアム | マレーシア | 0–1  | 1–2  | 2013 東南アジアサッカー選手権 |
| 4  | 2013年12月21日 | ネピドー・ザヤイタヒリ・スタジアム | マレーシア | 0–2  | 1–2  | 2013 東南アジアサッカー選手権 |

代表での得点一覧
| No | 日附           | 場所                                               | 対戦相手   | 得点 | 結果 | 大会                 |
| -- | -------------- | -------------------------------------------------- | ---------- | ---- | ---- | -------------------- |
| 1  | 2013年6月7日   | ビエンチャン・ニュー・ラオス・ナショナルスタジアム | ラオス     | 0–2  | 2–5  | 親善試合             |
| 2  | 2014年11月27日 | シンガポール・シンガポール・ナショナルスタジアム   | ミャンマー | 2-0  | 4-2  | 2014 AFFスズキカップ |
| 3  | 2014年11月27日 | シンガポール・シンガポール・ナショナルスタジアム   | ミャンマー | 3-0  |      | 2014 AFFスズキカップ |

## タイトル

### クラブ
シンガポール・ライオンズXII
- マレーシア・スーパーリーグ: 2013

ジョホール・ダルル・タクジムFC
- AFCカップ: 2015
- マレーシア・スーパーリーグ: 2014, 2015
- スルタン・ハジ・アフメド・シャー・カップ: 2015

### 代表
シンガポール
- 東南アジアサッカー選手権: 2012
- 東南アジア競技大会:

銅メダル: 2007, 2009, 2013

### 個人
- Sリーグ最優秀若手選手: 2010